# Stazione sperimentale del sughero
La Stazione sperimentale del sughero  è un centro di ricerca, situato a Tempio Pausania, che studia le problematiche biologiche legate al sughero.
Tra i campi di ricerca presi in esame vi sono le tecnologie di lavorazione, le tecniche di coltura e l'analisi del mercato.
Istituita con legge regionale nel 1952, è diventata operativa nel 1960. 
Il centro ha la sua ragione d'essere nell'attività sughericola, diffusissima nella regione sarda che già all'epoca della fondazione dell'istituto rappresentava l'80% della produzione nazionale di materia prima. Tuttavia, l'industria della trasformazione impegnava solo il 20% della produzione.
In un decennio, anche grazie all'attività organizzativa e di ricerca del centro, l'industria manifatturiera sarda riuscì a migliorare la propria capacità in termini di volumi lavorati, arrivando a trasformare l'intera produzione di sughero grezzo.
La struttura comprende due servizi:
- servizio affari generali.
- servizio studi e sperimentazione, che comprende a sua volta i settori
  - chimico
  - tecnologico
  - forestale
  - biologico

Il Servizio studi svolge un'operazione di coordinamento e collaborazione nelle ricerche sul sughero, collaborando con università e centri ricerca europei.